# Taira no Chikazane
Taira no Chikazane (平親真) (ca. 12de eeuw) was een Japanse krijger uit de middeleeuwen. Hij was een achterkleinzoon van Taira no Kiyomori.
Oda Nobunaga claimde van hem af te stammen. Chikazane is dan ook bekend als Oda Chikazane.